# Patrick de Groot
Patrick de Groot (Den Haag, 14 maart 1978) is een Nederlands voormalig voetballer die voorkeur had als een doelman.  

## Loopbaan
Groot is geboren in Den Haag. Hij begon te voetballen in de jeugd bij SV Die Haghe, waarna hij de overstap maakte naar ADO Den Haag. In 2004 ging hij spelen bij HFC Haarlem.  Overig had hij ook gespeeld bij VSV TONEGIDO, Haaglandia en K.v.v. Quick Boys. Groot beëindigde zijn voetbalcarrière in 2015 vanwege aanhoudende blessure. Hierna werd hij keeper trainer bij K.v.v. Quick Boys.   in 2017 neemt Jan Nederburgh taak over. 